# NAA Rocketdyne 75-110 A
North American Aviation's Rocketdyne 75-110 A
Ne doit pas être confondu avec Aggregat.
Moteur-fusée
NAA Rocketdyne 75-110 A est une famille de 6 (officieusement 7) moteurs-fusées à ergols liquides produits par Rocketdyne, à l’époque une filiale de North American Aviation (NAA), dans les années 1950 pour équiper les missiles balistiques PGM-11 Redstone et ses dérivés. Il dérive du moteur-fusée XLR-43-NA-1, équipant les missiles Navaho, dérivant lui-même du moteur-fusée 39 du V2. Le premier vol du moteur-fusée (en version A-1) a lieu sur le premier lancement du PGM-11 Redstone RS-1 en 1953, et son dernier vol a lieu en 1967, lors du dernier vol du Redstone Sparta, ce qui lui fait une carrière de plus de 12 ans.
Les moteurs-fusées NAA Rocketdyne 75-110 A ont ainsi permis de propulser le premier missile américain à courte portée, de mettre en orbite le premier satellite américain Explorer 1, sur le dérivé du Redstone Juno I, de propulser Mercury-Redstone, qui a permis les premiers vols suborbitaux d'un Américain dans l’espace (dans le cadre du programme Mercury) et également de mettre en orbite le premier satellite australien, WRESAT, sur le Redstone Sparta.
Les NAA 75-110 A sont des moteurs-fusées à cycle générateur de vapeur, d'une puissance allant à plus de 75 000 livres de poussée pendant plus de 110 secondes, en brûlant un mélange d’oxygène liquide et d'alcool éthylique.

## Désignation et signification du nom
Le moteur-fusée peut être appelé de plusieurs façons : « NAA 75-110 A », « Rocketdyne 75-110 A », ou bien même « 75-110 A », ou plus couramment « A ». La version de moteur-fusée suit la lettre « A ». Il peut être aussi désigné par « Redstone Engine », littéralement « moteur-fusée du Redstone ». Le nombre « 75 », suivi de « 110 », signifie que le moteur-fusée produit 75 000 livres de poussée (soit 336 kN), pendant 110 secondes. La désignation est fausse sur ses dernières versions, car le moteur-fusée produit une plus grande poussée sur une plus longue durée. De plus, le nombre « 75 » indique que le moteur-fusée (sur ses versions nominales), produit 75 000 lbf par la chambre de combustion elle-même. Dans sa totalité, le moteur-fusée produit une poussée supplémentaire de 3 000 lbf, provenant de l’éjection de la vapeur du générateur de vapeur.

## Histoire

### Le moteur 39a

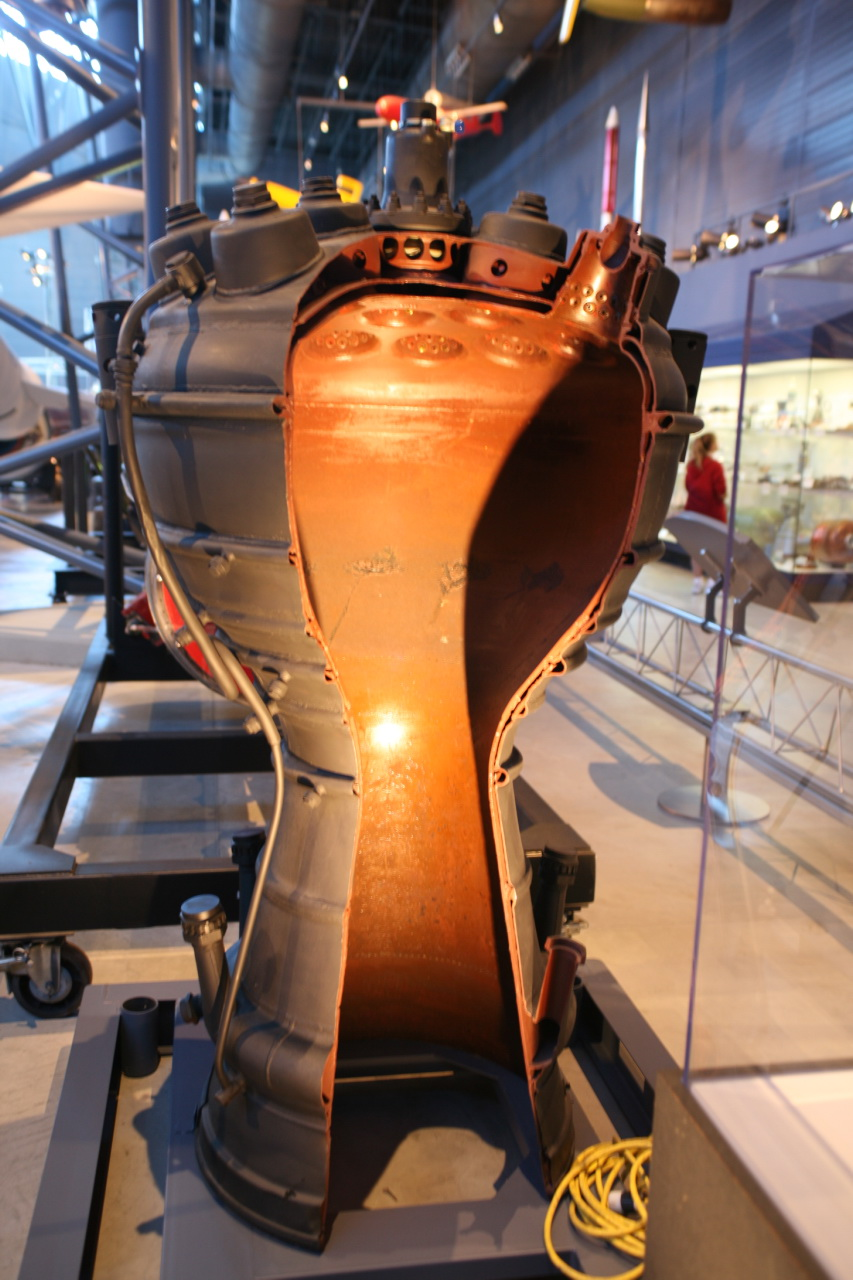
Le moteur 39a du V2, la moitié du moteur coupé, laissant l'intérieur à nu

Les origines du 75-110 A remontent à la conception des missiles V2, équipés d'un moteur-fusée 39, produisant 25 tonnes de poussée. À la suite de la défaite des Allemands lors de la Seconde guerre mondiale, les alliés récupèrent la technologie des V2 et les ingénieurs allemands du V2 sont exportés aux États-Unis dans le cadre de l'opération « Paperclip », et collaborent avec l'armée. À partir du 39, North American Aviation (NAA) extrapole le 39a, pour équiper ses missiles de croisière du projet  Navaho. Le moteur fusée est baptisé XLR-41-NA-1, et peu de temps après, évolue en XLR-43-NA-1, un moteur-fusée brûlant de l’oxygène liquide / alcool éthylique coupé à de l'eau. Le moteur-fusée peut aussi être désigné par NAA Rocketdyne 75-65, signifiant que le moteur-fusée produit 75 000 lbf pendant 65 secondes. Ce moteur-fusée plus performant, avait la moitié de la masse d'un 39a, et une puissance accrue de 34% (75 000 lbf). Aussi, la complexité des conduites d'oxygène liquide fut simplifiée, un injecteur à plaque plate et une chambre de combustion de forme conique dans le XLR-43-NA-1 (alors qu'elle était sphérique dans le 39a) réduisent les coûts de fabrication. Une section de buse divergente à 15 ° à côté droit a été conservée. Le XLR-43-NA-1 possède une turbopompe entraînée par de la vapeur à haute pression générée en décomposant du peroxyde d'hydrogène avec des pastilles de permanganate de potassium dans le générateur de vapeur. Ce moteur a été l’ancêtre de tous les moteurs-fusées de Rocketdyne (à l'époque une division de North American Aviation). Le refroidissement de la chambre de poussée et du film de buse se fait par des jets de carburant de l'injecteur au-lieu des anneaux de trous plus complexes utilisés sur le 39a. Cette nouvelle chambre de poussée unique, avec son injecteur plat, causait une instabilité de combustion dans un premier temps, comme le 39a, ce qui sera finalement résolu, acquérant une expérience qui serait d'une grande utilité à l'avenir pour les ingénieurs.

### Un moteur-fusée pour le Redstone

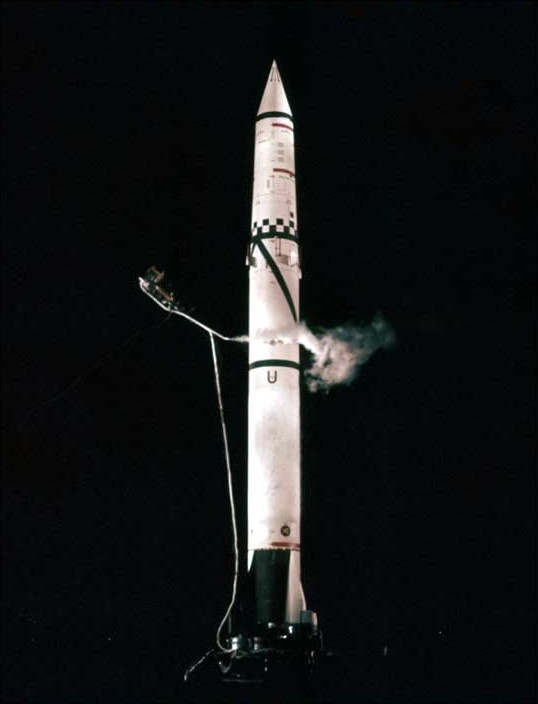
Le missile PGM-11 Redstone

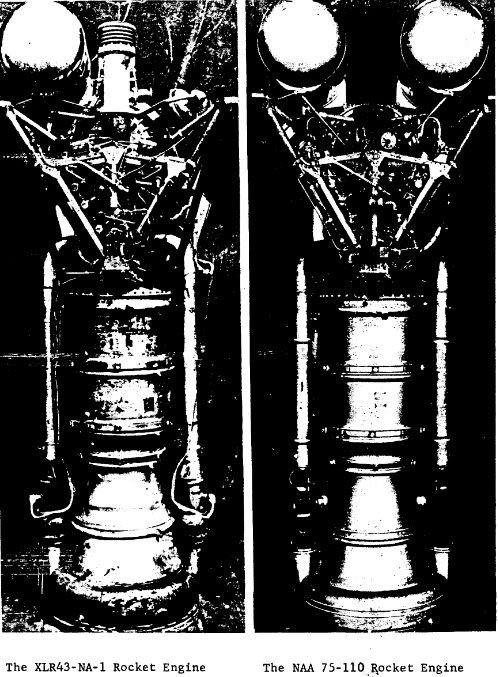
Le XLR43-NA-1 et le NAA 75-110 A.

Les ingénieurs allemands récupérés lors de l'Opération Paperclip ont dû concevoir une extrapolation du V2 pour équiper l'armée américaine de missile à courte portée. Naquit le PGM-11, qui recevra son surnom de « Redstone », car il fut testé à la base Arsenal de Redstone. Pour la motorisation, les ingénieurs de Redstone doivent acquérir un moteur de fusée avec une poussée de 75 000 lbf qui fonctionne pendant 110 secondes. La Guided Missile Development Division (GMDD) a alors demandé d'acquérir le XLR-43-NA-1 de la NAA, qui ne fonctionne que pendant 65 secondes. Le contrat conclu le 27 mars 1951, d'un montant de 500 000 $ et prévoyant 120 jours d'efforts de recherche et développement, obligeait North American Aviation à modifier la conception et les caractéristiques de performance du moteur XLR43-NA-1 afin de suivre les exigences de la GMDD. La NAA est également sollicitée pour concevoir deux prototypes, désignés NAA 75-110. Le 26 avril 1952, la demande pour un prototype augmenta de dix-sept autres .Un supplément du 20 janvier 1953 "prévoyait que l'entrepreneur mènerait un programme d'ingénierie et de développement pour améliorer la conception, la fiabilité, l'entretien, les caractéristiques de maniement et les performances du moteur-fusée; et de fournir des analyses, des modifications de conception, la fabrication du matériel d'essai, et des tests de développement ". Le contrat atteignait 9 414 813 $ le 11 septembre 1960. L'amélioration des caractéristiques de performance et des composants du moteur NAA 75-110 a abouti à la création de sept types différents de moteurs pour la recherche et le développement de missiles. Désignés A-1 à A-7, chaque type de moteur différent avait les mêmes procédures d'exploitation de base et a été conçu pour les mêmes caractéristiques de performance que tous les autres moteurs NAA 75-110. Chaque type ne différait des autres que par des modifications de divers composants. De plus, les sept types de moteurs étaient interchangeables, car seules des modifications mineures de la tuyauterie étaient nécessaires pour accoupler le moteur au missile. Sur les 19 moteurs achetés dans le cadre de ce contrat, la Division du développement de missiles guidés en a utilisé 12 pour tester en vol les missiles autorisés dans le cadre du programme accéléré « Keller ». Elle a utilisé les sept autres pour des opérations importantes telles que la maintenance, l'expédition et les tests de stockage. ont également été utilisés pour tester le matériel d'inspection et pour les anciens inspecteurs. Leur utilisation dans les essais d'incendie statique a non seulement fourni des données d'incendie utiles, mais a également testé l'équipement de manutention des matériaux et la nouvelle tournée d'essai de tirs statiques.
Les quatre premières versions du prototypes, NAA Rocketdyne 75-110 A-1, 2, 3 avait les mêmes procédures opérationnelles de base et a été conçu pour les mêmes caractéristiques de performance, les modèles ne différant que par les modifications des divers composants.

## Versions

### A-1 (1953 - 1954)
Le A-1 est la première version prototype. Son premier vol à eu lieu sur le premier PGM-11 Redstone, numéro de série RS-01, le 20 août 1953. Et son dernier vol est sur le PGM-11 Redstone RS-02 le 27 janvier 1954.

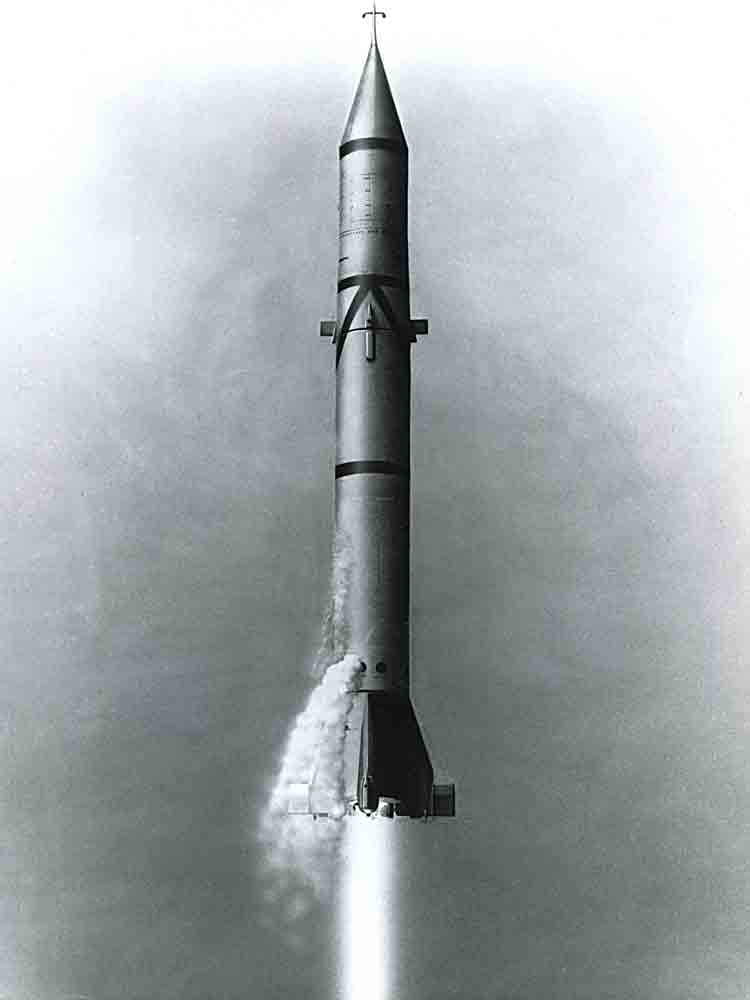
Premier vol du A-1 sur PGM-11 Redstone RS-01, 20 août 1953.

### A-2 (1954)
Le A-2 est la seconde version prototype. Son premier vol à lieu le 5 mai 1954 sur le PGM-11 Redstone RS-03. Dès l’allumage du moteur-fusée, l’injecteur s’est immédiatement grillé. À la différence du A-1, l’A-2 introduit un inducteur de pompe à oxygène liquide ajouté pour éviter la cavitation (qui perdura à partir du A-2).

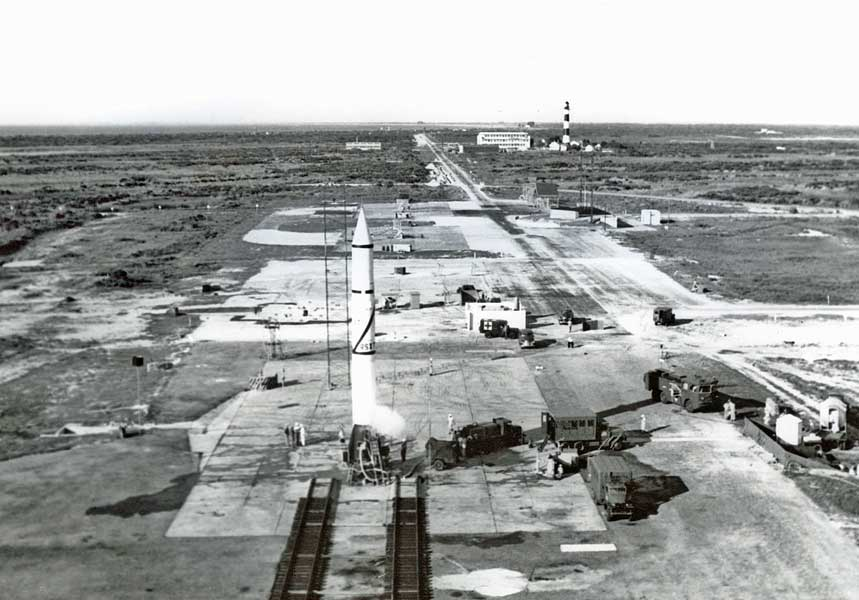
Le PGM-11 Redstone RS-04 équipé du second A-2, 18 août 1954.

### A-3 (1955)
Premier vol du A-3 le 9 février 1955, sur le PGM-11 Redstone RS-08, et dernier vol du Jupiter-A RS-12 le 5 décembre 1955.

### A-4 (1956 - 1958)
Premier vol du A-4 sur RS-18 le 14 mars 1956. Le premier modèle a volé sur Redstones construit par Chrysler Corporation Missile Division. Il introduit  du contrôle de suralimentation de la pression relative, puis du contrôle de la surpression absolue, ainsi que de la première utilisation du carburant Hydyne au lieu de l'alcool éthylique. Un jour, Wernher von Braun est venu inspecter le moteur-fusée, qui était à sa quatrième génération (A-4). von Braun "a pensé que c'était tout simplement génial", car le moteur-fusée partage la même designation que le A-4, acronyme d’Aggregat 4, l’autre nom du missile balistique de von Braun, le V2.
Le A-5 ne volera jamais.

### A-6 (1957 - 1958)
Utilisé à partir du 2 octobre 1957, le A-6 a équipé les missiles PGM-11 Redstone de la génération de Block I.

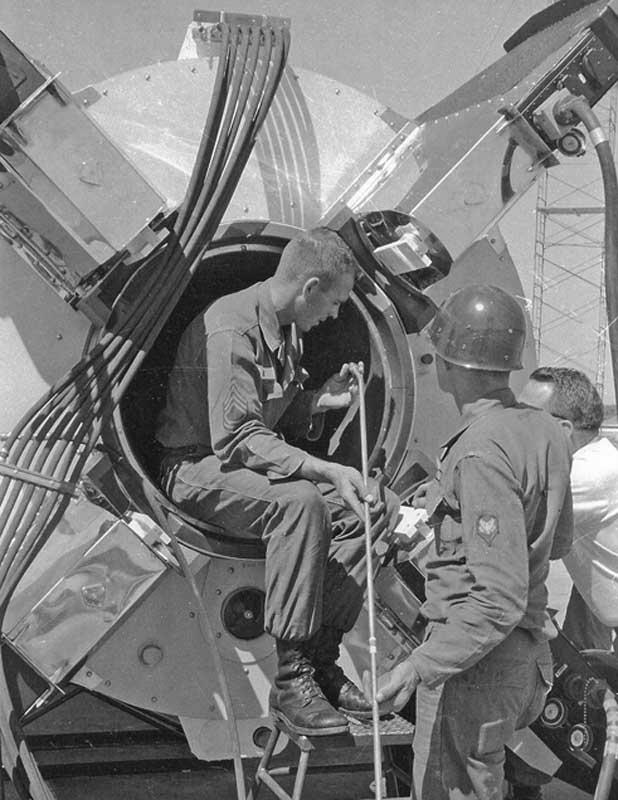
Soldat du 40th Artillery Group assit dans le A-6 du PGM-11 Redstone RS-1002.
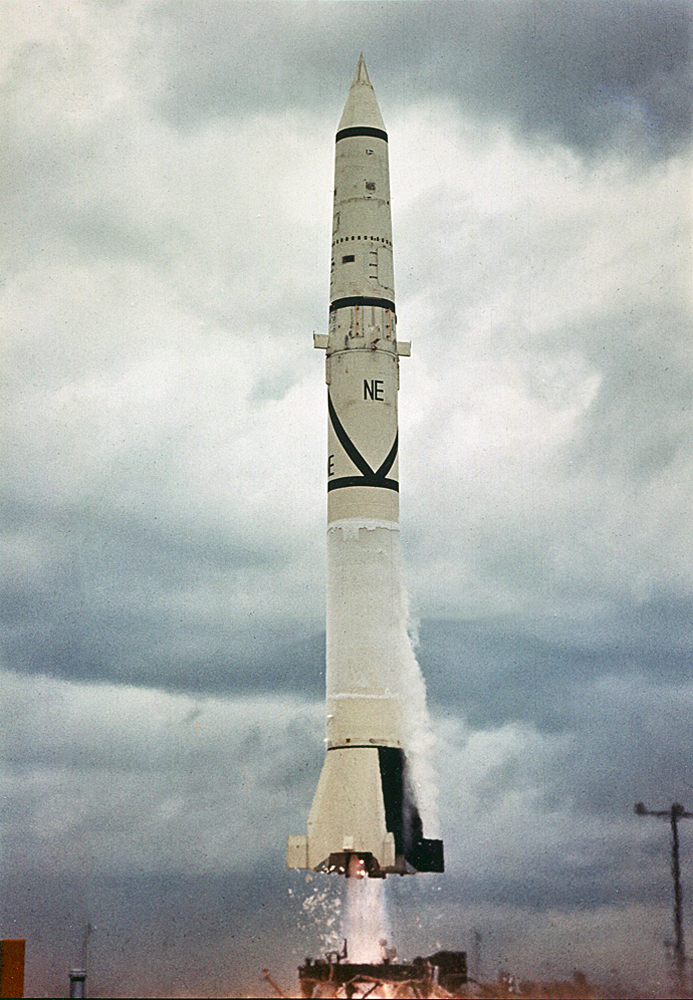
Premier vol du A-6, à bord du Jupiter-A CC-39, 2 octobre 1957.
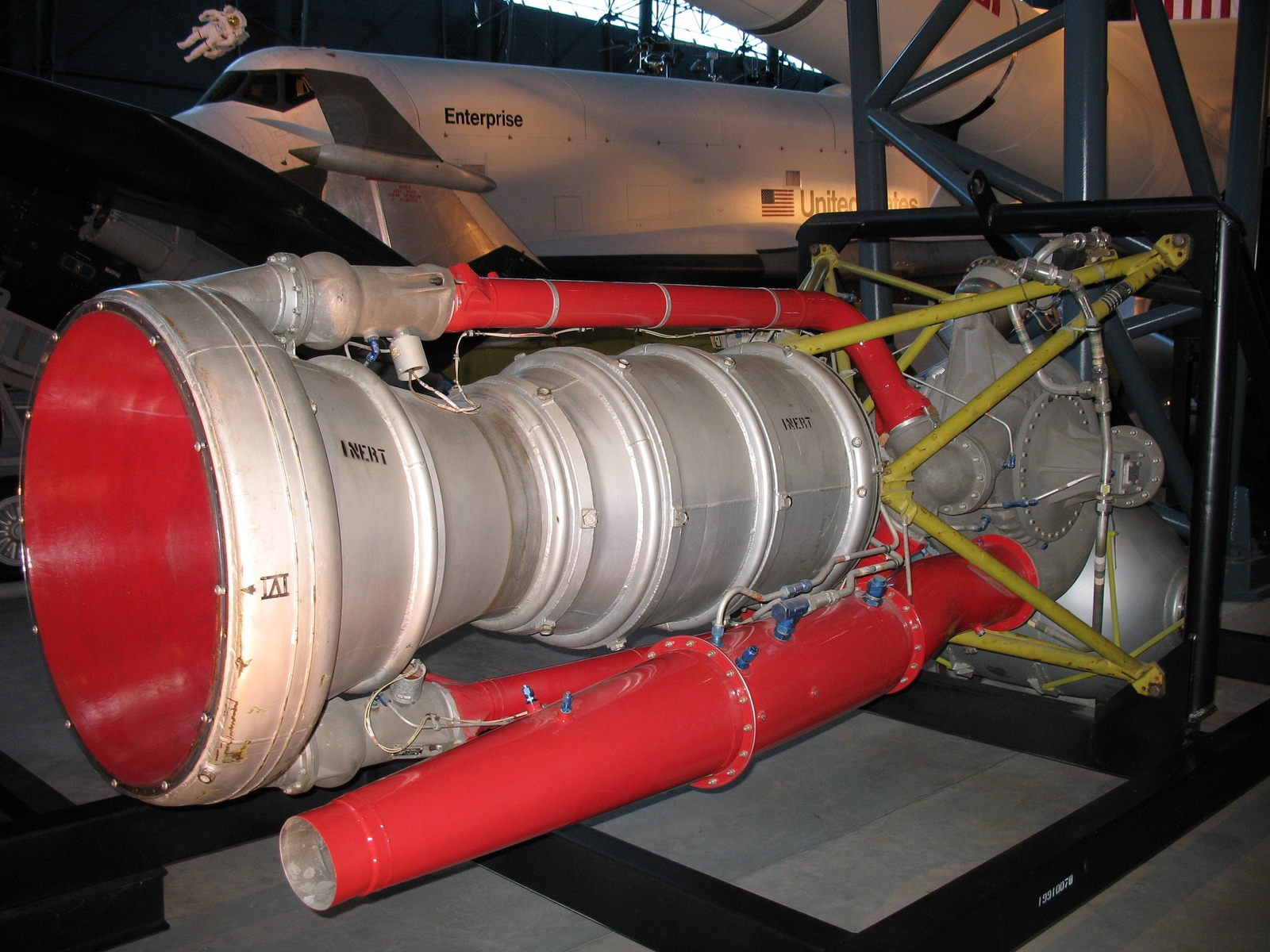
Moteur-fusée A-6.
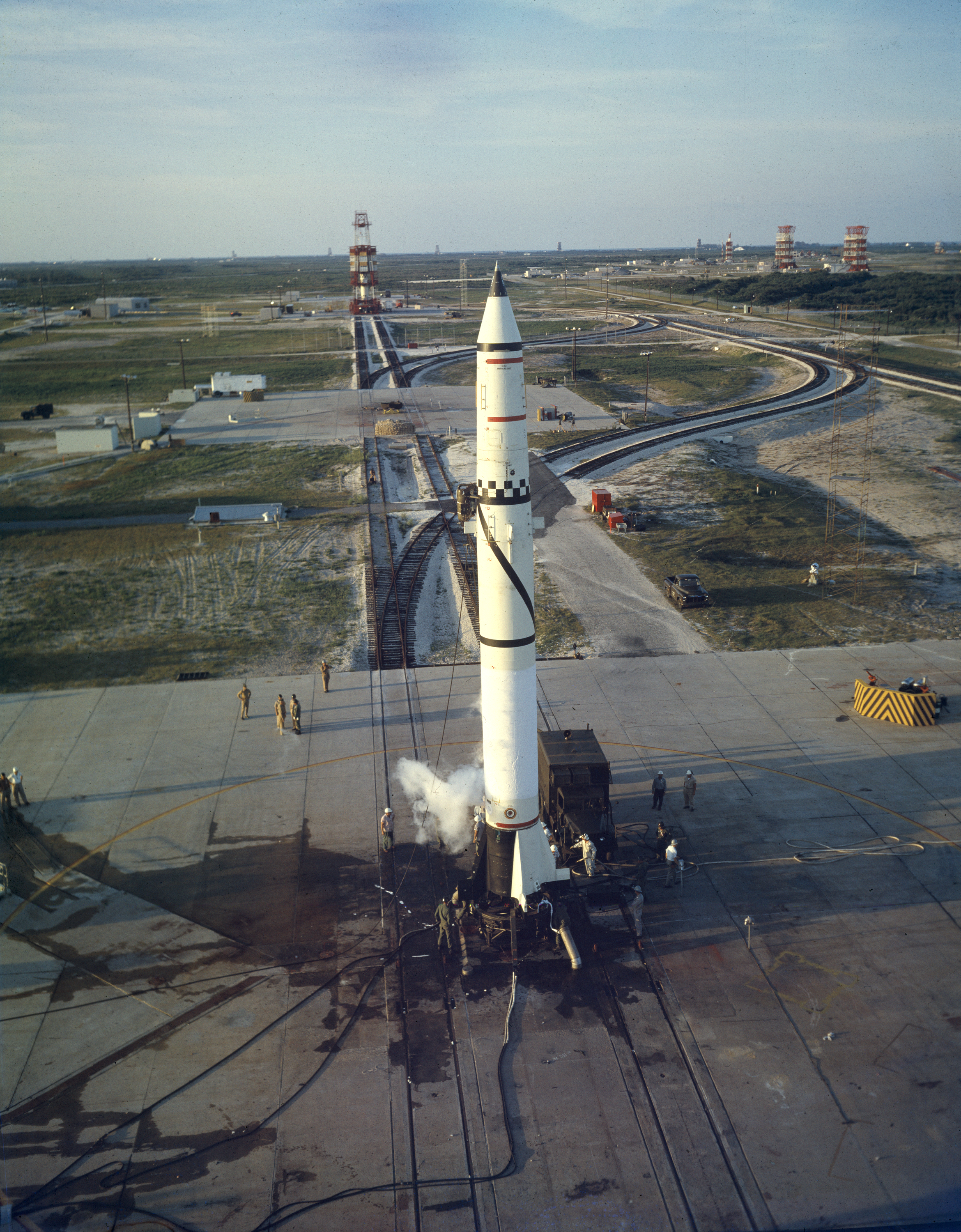
PGM-11 Redstone RS-1002 sur son pas de tir à Cape Canaveral, équipé du A-6, 16 mai 1958.

### A-7 (1958 - 1967)
Utilisé à partir du 24 juin 1958, le A-7 est la version finale de la gamme, mais également le plus iconique. Il a équipé les missiles PGM-11 Redstone de la génération Block II, et également sur le Mercury-Redstone. Après la création de la NASA peu après le succès d’Explorer 1, l’agence lance le programme Mercury. L’objectif est d’envoyer les Américains dans l’espace en premier avant l’URSS. Il est envisagé d’utiliser le missile Atlas pour l’envoi des astronautes, mais il s’est avéré qu’il était très dangereux, à la suite des multiples explosions aux vols tests du Atlas modifié. Contrainte par la dangerosité du Atlas, la NASA doit s’approprier un missile qui a fait ses preuves. Le Redstone est un parfait candidat : c’est lui qui a permis la mise en orbite du premier satellite américain Explorer 1. L’inconvénient est que les Redstone ne sont pas assez puissants pour la mise en orbite d’un humain. Il est décidé de sélectionner le Redstone. Mais l'utilisation du A-6 du Jupiter-C, qui est en cours de remplacement sur les missiles Redstone les plus récents par le A-7, est écartée par l'Armée de terre (US Army), pour éviter les complications potentielles et les concepteurs utilisent le A-7 pour propulser le lanceur. Le Mercury-Redstone possédant un réservoir allongé, il est contraint de rajouter un réservoir de peroxyde d’hydrogène supplémentaire. Finalement, Mercury-Redstone permet les premiers vols suborbitaux américains, avec le A-7. 
Le 31 juillet 1958, une bombe atomique transportée par un de ces missiles explose à une altitude de 70 kilomètres lors de l'essai Teak.

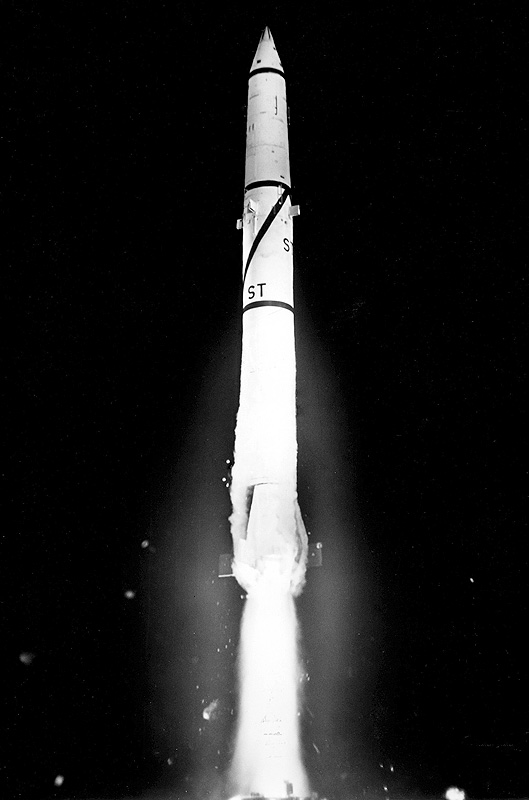
Premier vol du A-7, à bord de Jupiter-A CC-54, 12 juin 1958.
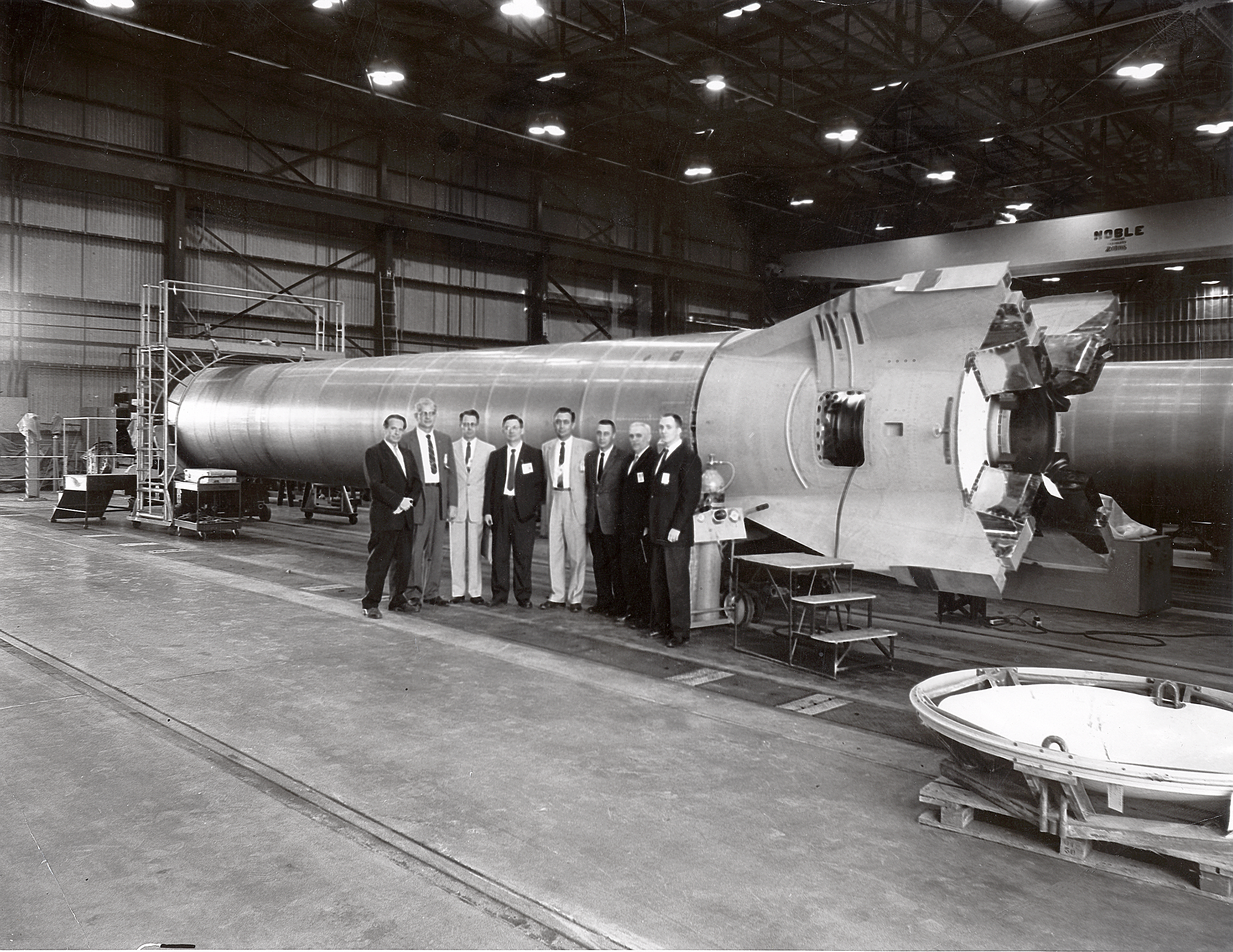
Mercury-Redstone au Marshall Space Flight Center. Une partie du moteur-fusée A-7 est visible derrière la trappe ouverte.
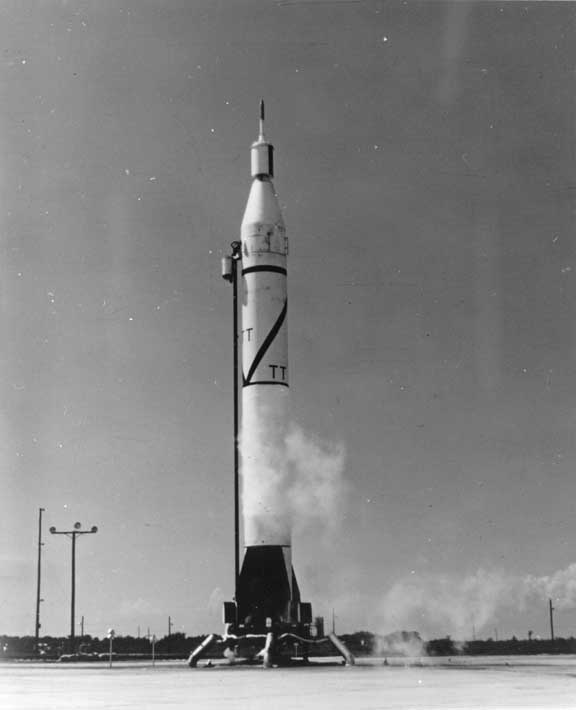
Juno I RS-44, avec le satellite Explorer 4, et propulsé avec un A-7, 26 juillet 1958.
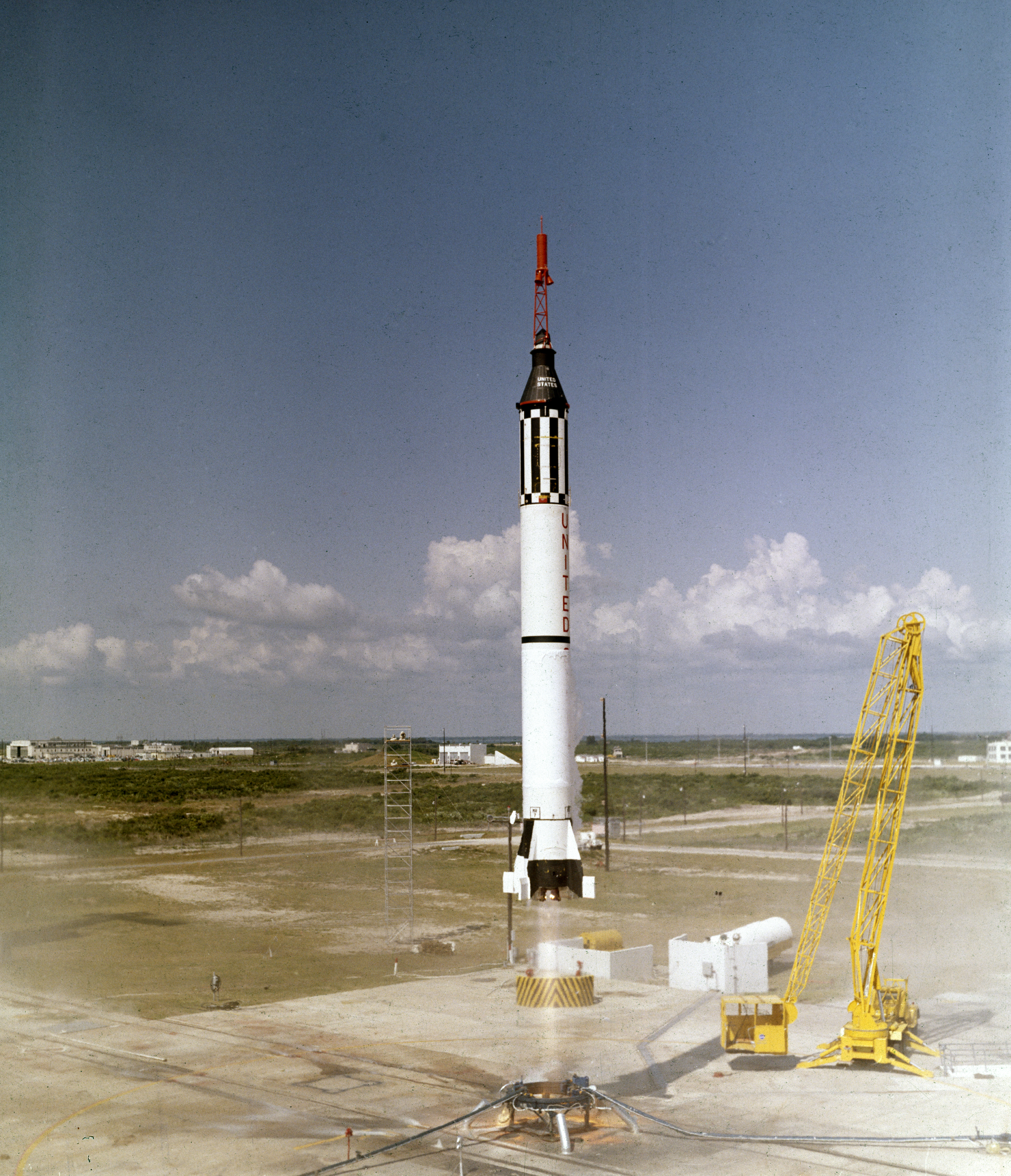
Décollage du Mercury-Redstone de la mission MR-3, transportant avec lui Alan Shepard, premier américain à être allé dans l’espace. La fusée est équipée d'un A-7. 5 mai 1961.
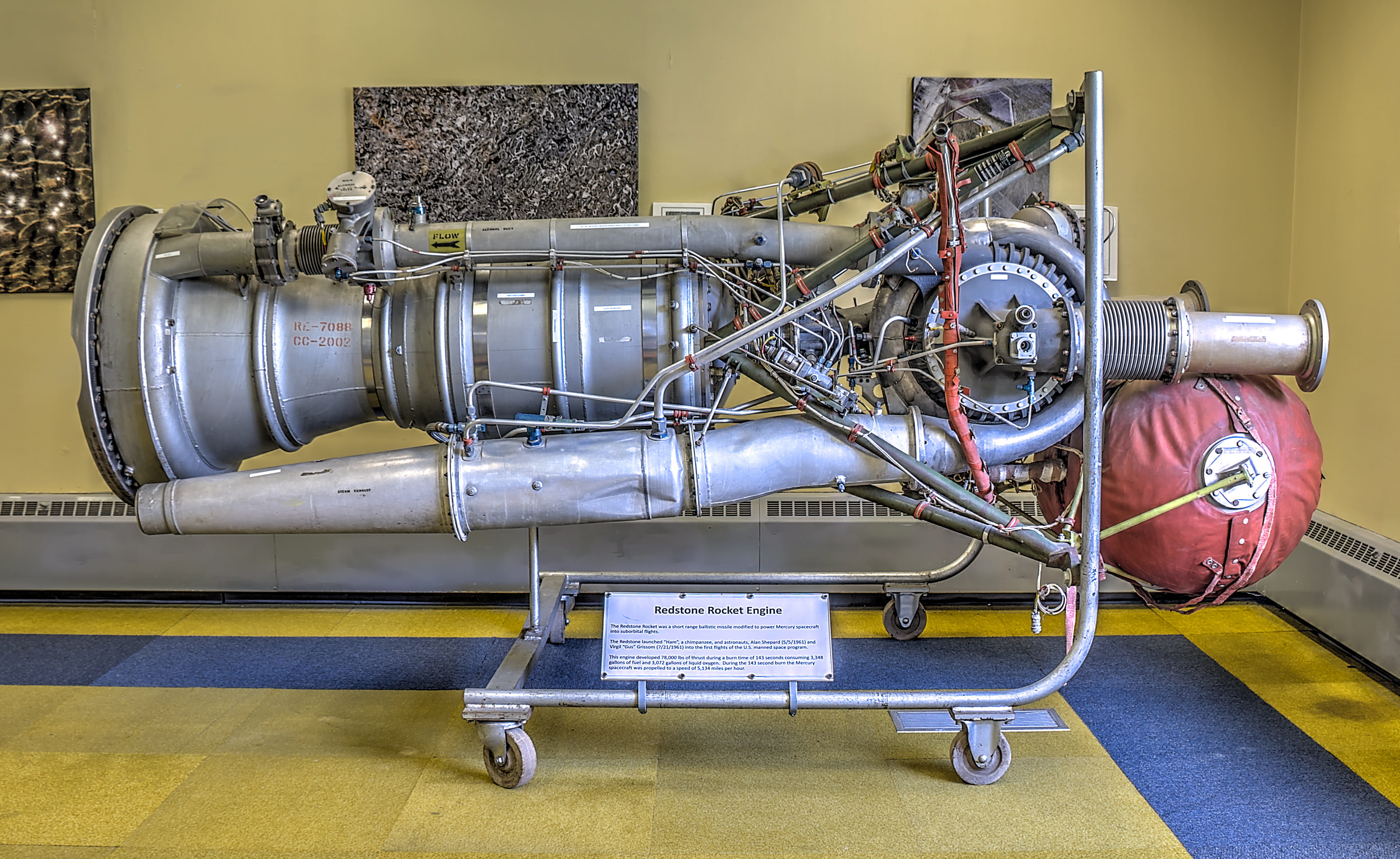
Le moteur-fusée A-7 du missile PGM-11 Redstone CC-2002.
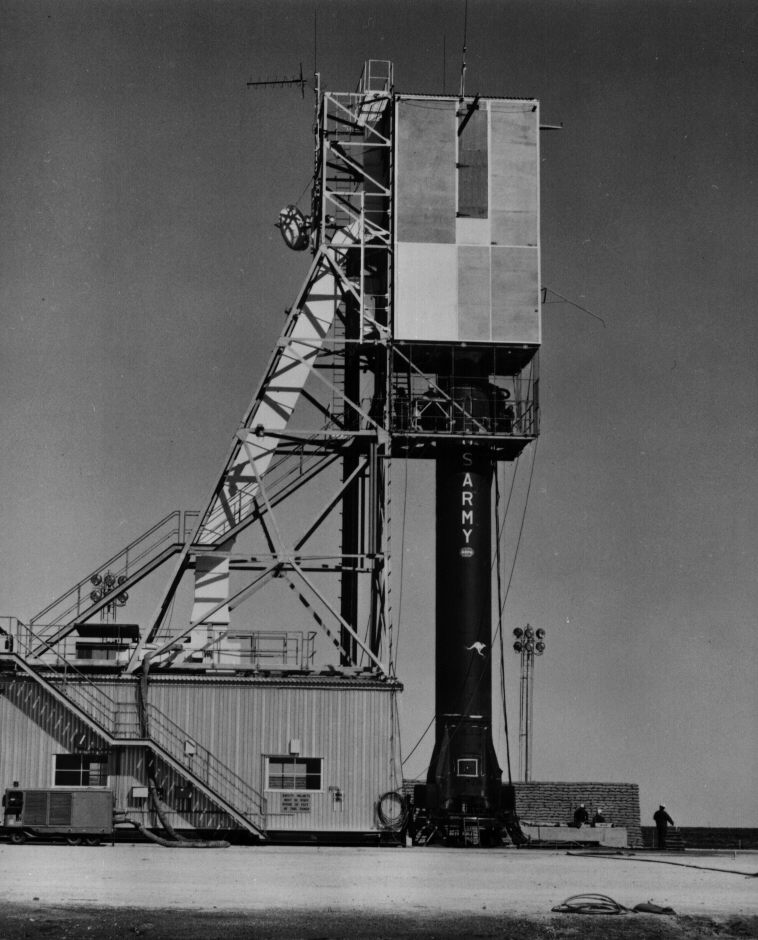
Fusée Redstone Sparta sur son pas de tir à Woomera. Il est équipé du A-7.
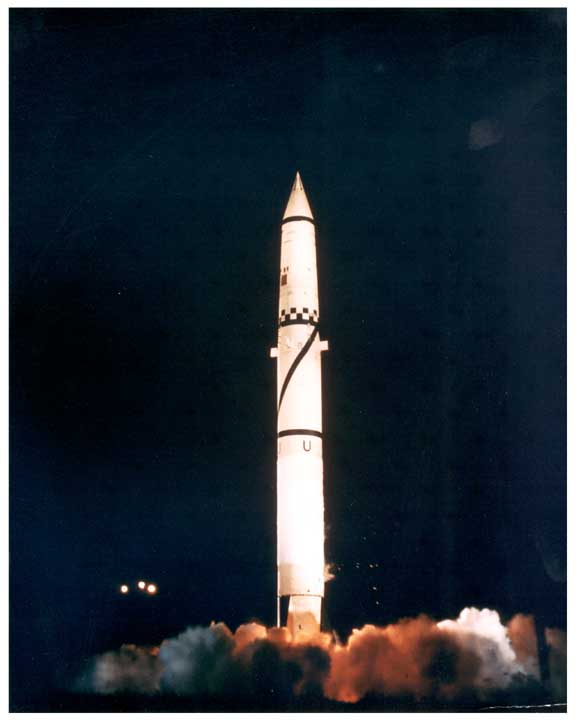
PGM-11 Redstone équipé du A-7, 21 juillet 1959.
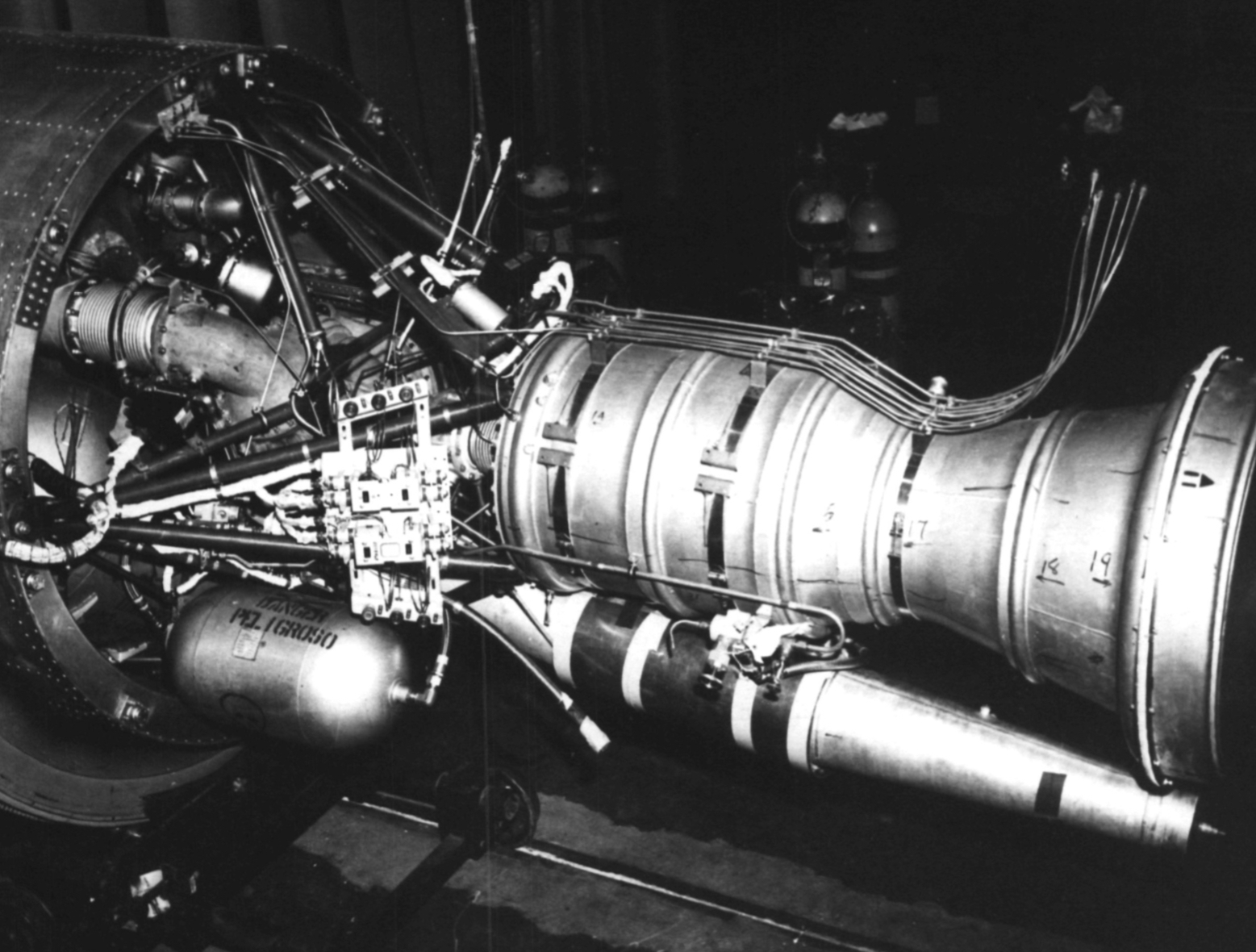
Le A-7 d'un Mercury-Redstone
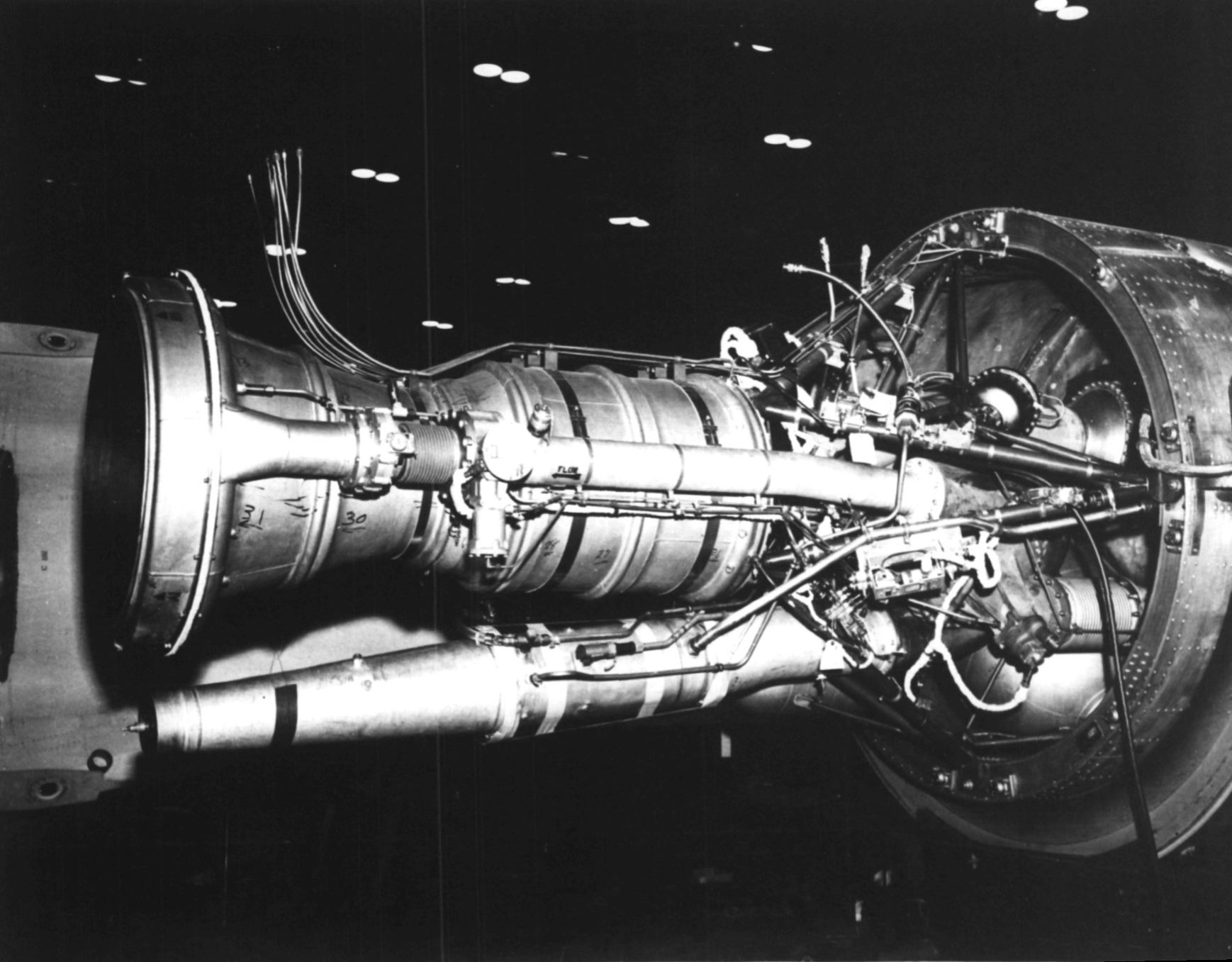

## Caractéristiques techniques globales

Schéma simplifié d'un A-7 :
Alcool éthylique
Oxygène liquide
Peroxyde d’hydrogène
Vapeur
1 Conduit d’arrivée d'oxygène liquide 2 Conduit d'arrivée de l'alcool éthylique 3 Réservoir de peroxyde d'hydrogène 4 Générateur de vapeur 5 Turbopompes 6 Valve d'oxygène liquide 7 Conduit d’échappement de vapeur 8 Conduit de carburant 9 Chambre de combustion 10 Charge pyrotechnique

Le moteur-fusée 75-110 A est un moteur-fusée à ergols liquides à cycle générateur de vapeur, contrairement aux autres moteurs-fusées utilisant généralement un générateur de gaz, produit en brûlant une partie des ergols. Il brûle un mélange d'oxygène liquide et d'alcool éthylique coupé à hauteur de 25% avec de l'eau avec un ratio de mélange de 1,354 pour un 1. L'impulsion spécifique varie en fonction des modèles. Il pèse à sec 670 kilogrammes et il est haut de 3,33 mètres pour un diamètre maximum de 1,72 mètre. Sa poussée est de 35 tonnes au niveau de la mer et de 40 tonnes dans le vide. La pression dans la chambre de combustion est de 26 bars. Le rapport de section de la tuyère est de 3,61. La durée de fonctionnement est de 121 s. Il était principalement réalisé en acier, et comportait une construction à double paroi. Le carburant servait à refroidir avant d'être injecté dans la chambre de combustion. Le moteur-fusée utilisait un injecteur à face plate avec un modèle d'injecteur à triplet, avec deux flux de carburant frappant chaque flux d'oxydant, simplifiant grandement la plomberie du moteur comparé au 39a du V2.
L'Armée de Terre américaine a testé une version du moteur utilisant des ergols plus performant (poussée accrue de 10 %) en remplaçant l'alcool par de l'Hydyne, un mélange de UDMH et de DETA. Mais cet ergol trop toxique ne fut utilisé uniquement sur les lancements de lanceurs Juno I.

### Charge pyrotechnique
Le moteur possédait un allumeur pyrotechnique, aussi dit cartouche d'allumeur, qui était assez courant dans les premiers moteurs à hydrocarbures. Suspendu à l'injecteur par une fine tige en plastique vissée dans l’injecteur avant le tir du Redstone, il est composé de deux flambeaux pyrotechniques à tir électrique avec un temps de combustion de 10 secondes. Les allumeurs sont installés manuellement avant chaque test ou lancement, et ils ont fréquemment cassé des enceintes ou couvercles métalliques par l'allumage et éjectés de la cartouche, ce qui est risque d’endommagement pour le moteur-fusée.

### Réservoirs de peroxyde d'hydrogène

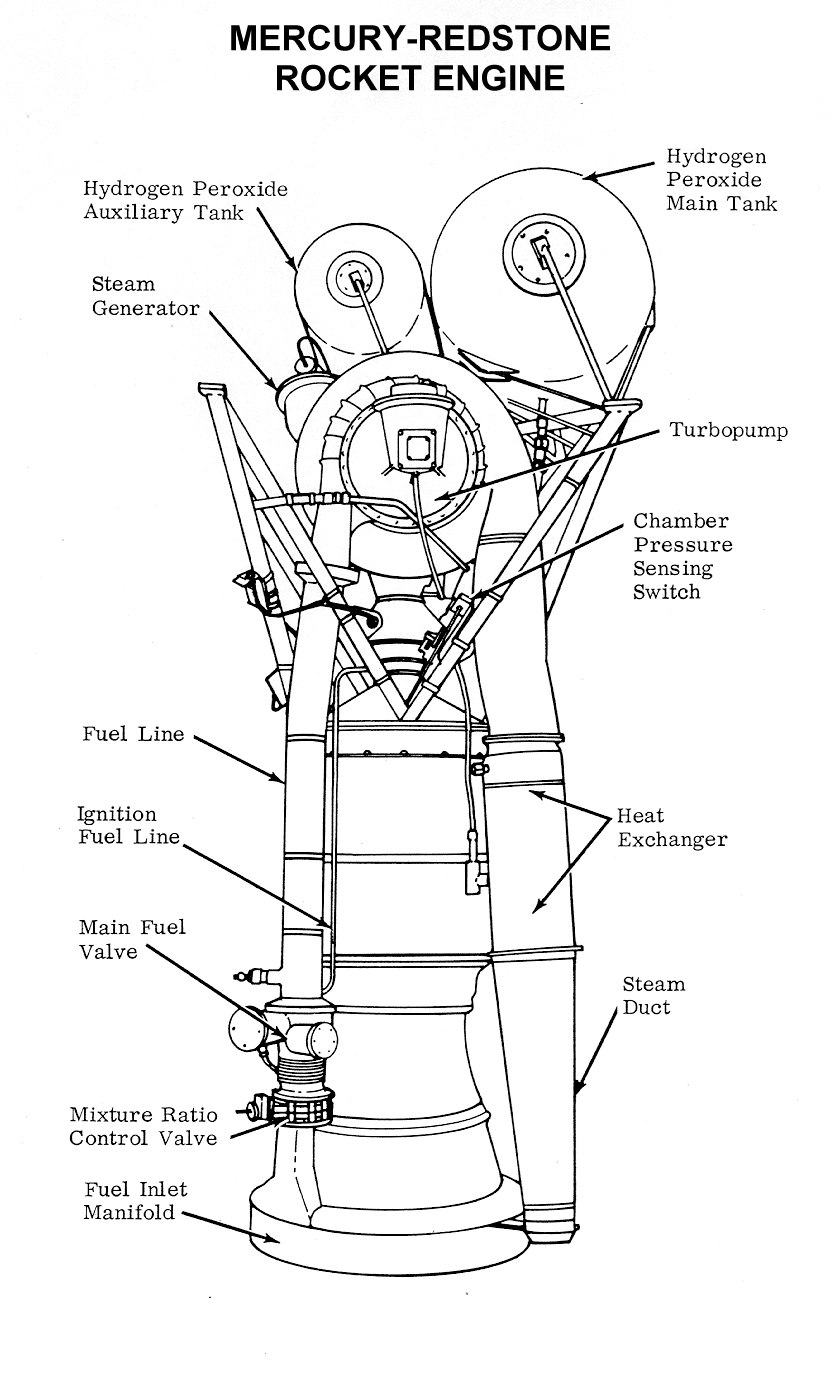
La version "Mercury-Redstone" du A-7, avec le réservoir auxiliaire de peroxyde hydrogène visible au sommet.

Les moteurs-fusées Redstone étaient équipés de réservoir de peroxyde d'hydrogène (H2O2), de couleur rouge, ayant des tailles variant entre les modèles (capacité de 76 gallons sur le grand format), installé(s) sur un châssis de poussée à l'extrémité avant du moteur. Avant le lancement, la soupape de mise sous pression serait ouverte, permettant à l'air comprimé de pressuriser le réservoir de peroxyde d'hydrogène entre 550 et 650 psi. Le réservoir de peroxyde d'hydrogène est rempli sur le pas de tir, grâce à l'aide d'un camion 3/4 tonnes transportant 76 gallons de peroxyde d'hydrogène.

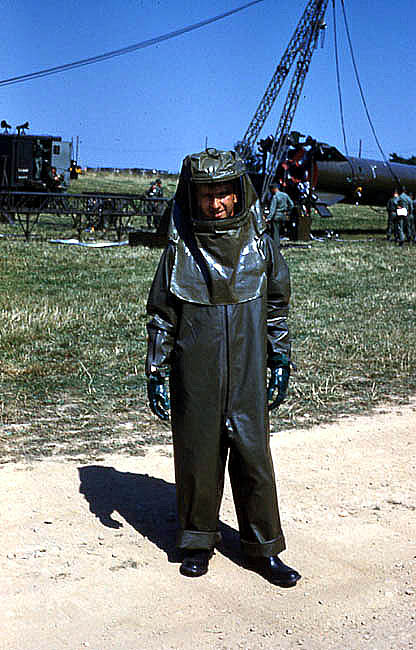
Un soldat revêtu d'une combinaison de sécurité contre le peroxyde d'hydrogène, lors d'une opération de tir d'un missile Redstone, août 1961.

#### Stockage
Sous sa forme pure, le peroxyde d'hydrogène est chimiquement stable, mais une contamination du peroxyde peut provoquer une décomposition rapide. Pour réduire la possibilité de contamination qui pourrait résulter du transfert du liquide, il est expédié du fabricant jusqu'au remplissage du missile dans un seul conteneur réalisé en aluminium, d'une capacité de 86 gallons. Le réservoir possède une double tête avec une ouverture de remplissage et de ventilation. La conception choisie a reçu l'approbation des agences gouvernementales responsables des transports routiers, ferroviaires et outre-mer de matières dangereuses. Les réservoirs ne doivent pas être empilés et doivent être espacés pour permettre un accès facile pour l'inspection ou le retrait. Des contrôles périodiques doivent être effectués et tout réservoir présentant une augmentation régulière au-dessus de la température ambiante doit être isolé et manipulé conformément aux règles de sécurité pertinentes.

#### Transporteur

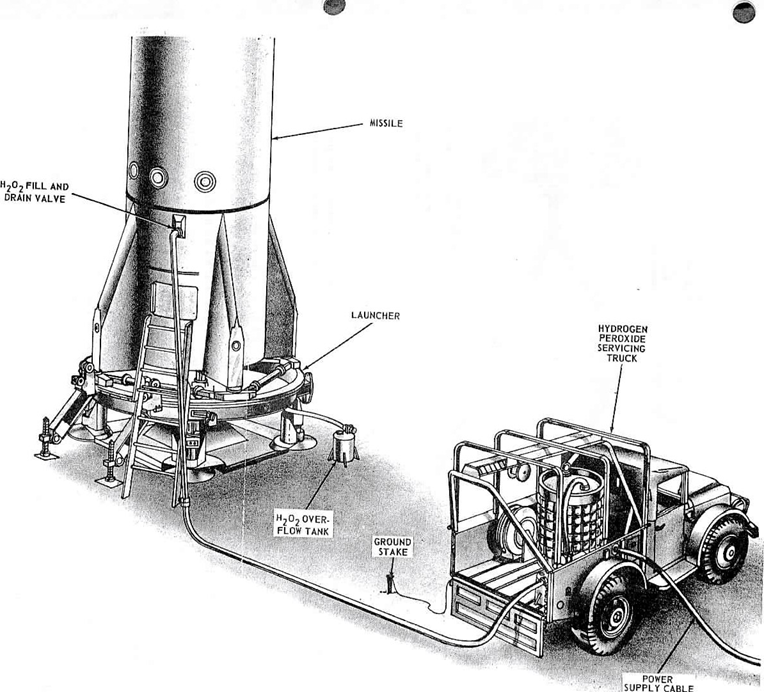
Diagramme présentant l'opération de remplissage du / des réservoir(s) de peroxyde d'hydrogène.

Le peroxyde d'hydrogène est transporté sur un camion 3/4 tonnes légèrement modifié, permettant le transport de deux réservoirs de peroxyde d’hydrogène. Le peroxyde doit être à une température de 75° F + 10° F, au moment du remplissage, le véhicule de peroxyde a des dispositifs pour chauffer ou refroidir le peroxyde selon les besoins. Les coussinets chauffants installés localement dans le missile maintiennent la température pendant les périodes de veille. Le refroidissement dans le missile n'est pas un problème en raison de la proximité du réservoir de peroxyde d'hydrogène et du fond du réservoir d'oxygène liquide.

#### Remplissage
Le peroxyde d'hydrogène est transféré des réservoirs au réservoir de missile par une pompe à entraînement électrique. Le contrôle du remplissage est effectué par un dispositif de débordement avec le trop-plein entrant dans un conteneur ; le trop-plein doit être dilué avec de l'eau et nettoyé.

#### Sécurité
Le personnel manipulant du peroxyde d'hydrogène doit porter des vêtements de protection comprenant des bottes, une combinaison anti-flambée, un écran facial et des gants. Comme tout composé à haute énergie, le peroxyde d'hydrogène nécessite une manipulation soigneuse. Compte tenu de ces soins, il peut être utilisé en toute sécurité. La propreté des équipements est la clé d'une bonne manipulation. Les matériaux en contact direct avec le peroxyde d'hydrogène nécessitent une passivation appropriée.

### Générateur de vapeur

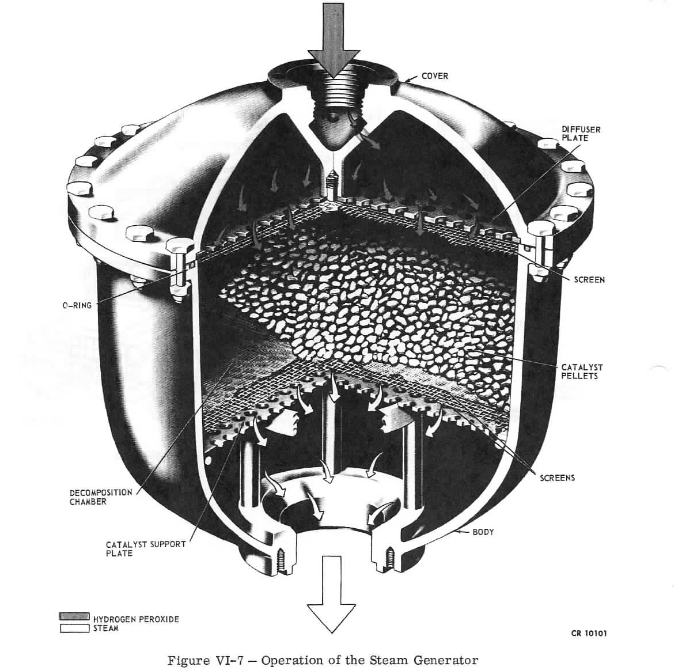
Schéma du générateur de vapeur du moteur-fusée.

6 livres de peroxyde d'hydrogène sont injectés dans un générateur de vapeur par seconde, qui, en décomposant le peroxyde avec des pastilles de permanganate de potassium installées sur un lit, génère une grande quantité de vapeur. Les gaz chauds résultants sont utilisés pour entraîner une turbine entraînant les deux turbopompes, qui viennent injecter le carburant et le comburant dans la chambre de combustion du moteur-fusée. Les gaz d'échappement étaient ensuite acheminés vers l'échangeur de chaleur et le conduit de vapeur,. l’éjection des gaz contribue à environ 3 000 livres de poussée. Le A-7 possède lui-même deux versions : celui du missile PGM-11 Redstone, et celui des dérivés du missile. Contrairement au missile, les dérivés (excepté pour le Jupiter-A) possèdent des réservoirs de carburant et de comburant plus grands, permettant d'augmenter la durée de fonctionnement du A-7 supérieur à 143,5 secondes (ce qui fausse son indication "75-110"). Il est contraint donc d'allonger le réservoir de peroxyde d'hydrogène principal, et de rajouter un réservoir auxiliaire supplémentaire, contenant 13 gallons supplémentaires de peroxyde, pour faire fonctionner les turbopompes plus longtemps.

### Turbopompes

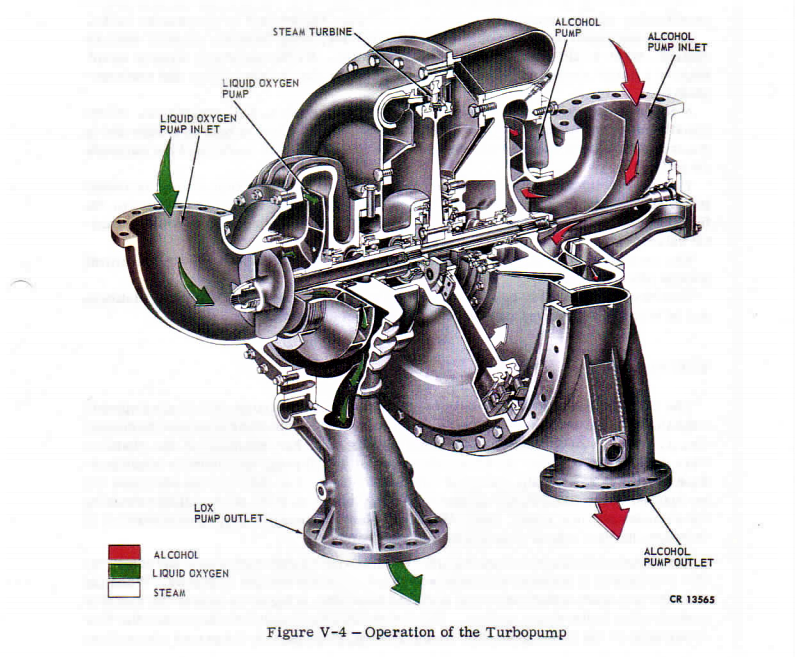
Turbopompe du NAA Rocketdyne 75-110 A-7.

Les turbopompes (composées chacune de deux étages montés sur un seul disque) du modèle A-7 fournissant le carburant (alcool éthylique coupé à de l'eau) et le comburant (oxygène liquide) aux débits et pressions nécessaires pour maintenir le fonctionnement du moteur. L'ensemble du système des turbopompes se compose d'une turbine, d'une réducteur à engrenages et de deux pompes centrifuges. Ces pompes sont couplées à l'arbre de turbine qu'il entraine à la même vitesse. Le système prend 0,3 seconde pour atteindre sa vitesse nominale. La turbopompe à alcool éthylique, semble ne pas avoir d'inducteur et possède une roue de plus grand diamètre que celui de la turbopompe de l'oxygène liquide.

### Système pneumatique

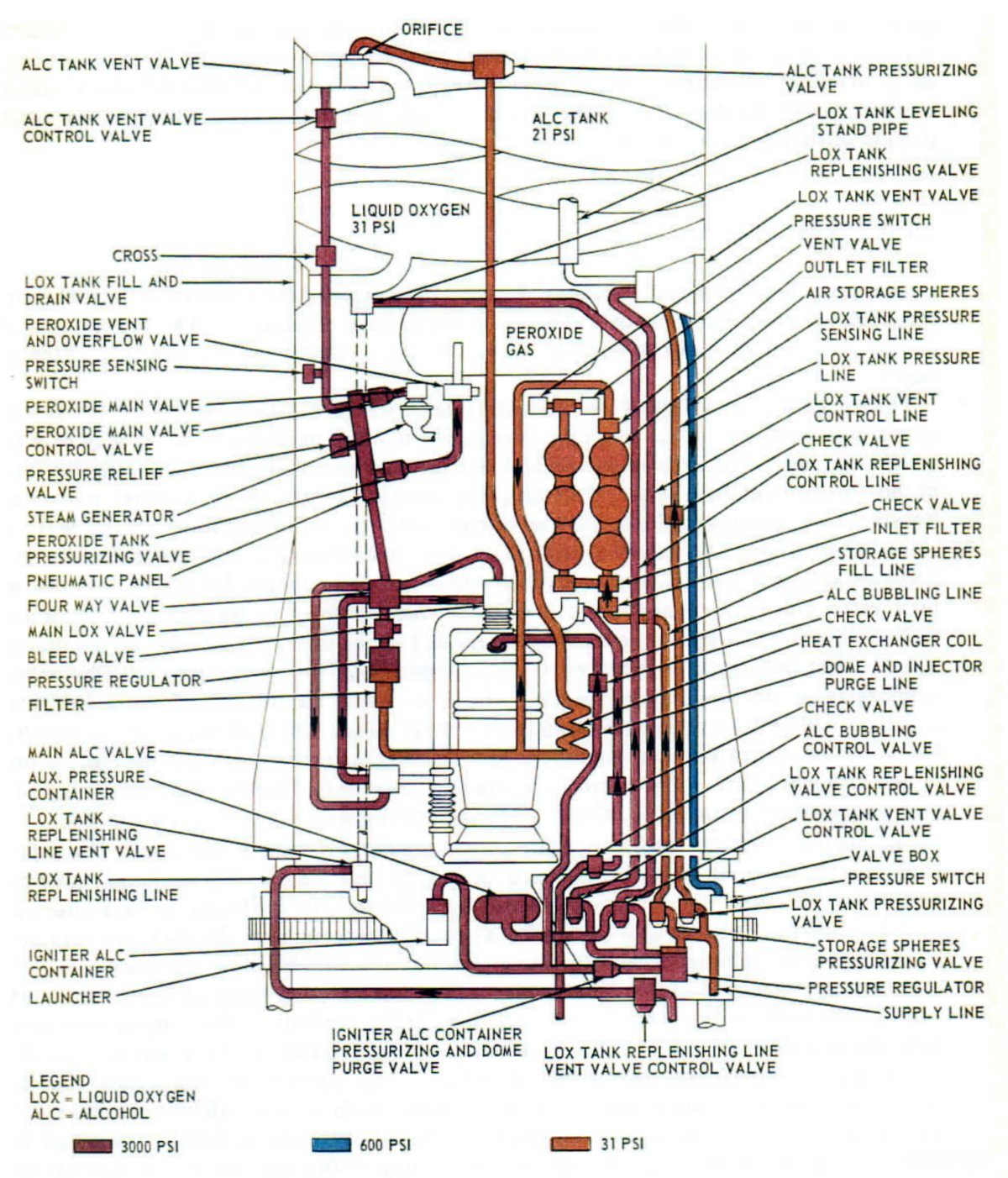
Système pneumatique.

Pour contrôler le démarrage et l'arrêt du moteur-fusée, un système électro-pneumatique est utilisé pour actionner les vannes et pressuriser les réservoirs. Les systèmes pneumatique et électronique sont combinés pour deux raisons :
- Un système entièrement électrique nécessiterait un système de batterie de stockage plus volumineux, donc plus lourd, et ne garantirait pas un fonctionnement fiable.
- Un système entièrement pneumatique nécessiterait une grande quantité de tubes, ce qui rendrait le système plus volumineux et plus coûteux.

Une combinaison des deux s'est avérée être légère, fiable et peu coûteuse.
Le débit d'air à haute pression pour pressuriser les réservoirs est contrôlé par des électrovannes à commande électrique, et également pour l'actionnement de la soupape de carburant principale, la soupape de comburant et la soupape d'arrêt de peroxyde d'hydrogène.
Trois zones distinctes d’approvisionnement en air sont présents. Le premier (le plus gros, et est stocké dans la section du moteur-fusée dans 6 réservoirs sphériques) permet de pressuriser le réservoir de carburant et le réservoir de peroxyde et pour actionner les vannes de propulseur principales et la vanne d'arrêt. Le deuxième plus gros est utilisé pour contrôler l'ogive (si le moteur-fusée est installé sur un PGM-11 Redstone) et la section des instruments après la séparation. Le troisième permet le fonctionnement du système de palier à air de la plate-forme stabilisée et pour maintenir le compartiment des instruments à une pression constante.

### Conduite de carburant
Sur le moteur-fusée, le carburant part de la turbopompe et pénètre par le bas du moteur, et passe entre la double paroi de la chambre de combustion, ce qui permet de la refroidir, et est ensuite injecté dans la chambre avec l'oxygène liquide. Dans différentes versions du moteur de fusée, le nombre de conduites de carburant varie et peut être distingué, ce qui facilite l'identification visuelle de la version du moteur de fusée. Sur les modèles A-1 à A-6, il y avait deux conduites de carburant, contrairement à l'A-7, où une conduite de carburant légèrement plus large est incluse. En suivant la logique, tous les diagrammes ci-dessus sont des A-7.

### Contrôle de poussée
Le système de contrôle de poussée corrige les petites variations de poussée dues aux conditions atmosphériques. Ce système utilise la pression de la chambre de combustion pour contrôler la poussée (La poussée est fonction de la pression de la chambre). Par exemple, si la chambre était conçue pour produire 75 000 livres de poussée à 300 psig, la chambre produirait beaucoup moins à 275 psig et beaucoup plus à 325 psig. La seule façon de changer la pression est de changer la quantité de carburant entrant dans la chambre par unité de temps. Ainsi, si la pression de la chambre est faible, il est nécessaire d'augmenter le débit de carburant dans la chambre de combustion.
Le système de commande de poussée surveille en permanence la pression de la chambre et compare cette pression à une pression standard préréglée dans un amplificateur de commande de poussée. Lorsque la pression de la chambre diffère de la pression standard, un signal est envoyé à la vanne de régulation variable dans le système de génération de vapeur. Cette soupape augmente ou diminue le débit de peroxyde d'hydrogène vers le générateur de vapeur qui, à son tour, augmente ou diminue le débit de vapeur. Lorsque le débit de vapeur augmente ou diminue, la vitesse de la turbine change également et, à son tour, change la vitesse de la turbopompe. Les changements de vitesse de la turbopompe font changer le débit du propulseur, ce qui altère la pression de la chambre et, par conséquent, la poussée. Une pression de chambre basse provoquerait un signal qui ouvrirait la vanne de vapeur variable. Cela augmenterait le débit de peroxyde vers le générateur de vapeur et augmenterait la vitesse de la pompe. Plus de propergols entreraient dans la chambre par unité de temps, ce qui porterait la pression de la chambre à la pression standard réglée dans l'amplificateur.
Si la pression de la chambre était trop élevée, le système réduirait le débit de vapeur pour ralentir les pompes et réduire le débit du propulseur. Cela ferait chuter la pression de la chambre et, à son tour, la poussée au niveau souhaité.

## Déroulement d'un lancement (PGM-11 Redstone)

### Démarrage
Le moteur-fusée n'a pas de pièces mobiles et dépend d'un système externe pour le démarrage. Si la turbopompe était démarrée et que les ergols étaient ensuite enflammés dans la chambre, une explosion pourrait en résulter. Par conséquent, une petite quantité de propergols est envoyée dans la chambre et enflammée. La turbopompe est alors mise en marche, la pleine poussée est obtenue et le Redstone décolle. Une fois les trois réservoirs sous pression, l'allumeur pyrotechnique de l'injecteur est déclenché électriquement. Lorsque cet allumeur se déclenche, une connexion électrique est interrompue, ce qui permet à la vanne d'oxygène principale de s'ouvrir. Cette vanne permet à l’oxygène liquide de s'écouler vers le dôme et à travers l'injecteur et dans la chambre de poussée. Lorsque la soupape de comburant s'ouvre, elle signale au solénoïde qui contrôle le carburant de démarrage d'admettre du carburant à travers les passages de l'injecteur vers le disque d'allumage. Ce carburant se mélange avec l'oxygène liquide s'écoulant dans la chambre et un allumage riche en oxygène se produit.
Lorsque le feu dans la chambre devient suffisamment chaud, un autre fil situé sous la buse d'échappement est brûlé, ce qui signale à la vanne d'arrêt de peroxyde et à la vanne principale de carburant de s'ouvrir. L'ouverture de la soupape de carburant est ralentie par une restriction placée dans la conduite pour permettre à la turbopompe un peu de temps de montée en régime. Dès que la turbopompe atteint sa vitesse de fonctionnement (environ 0,3 seconde), le moteur est en fonctionnement nominal (entre 90 et 100 % de la poussée nominale) et le décollage a lieu.

### Extinction
Lorsque le missile a été en vol pendant une période de temps prédéterminée, le système envoie un signal au moteur pour qu'il s'arrête. Ceci est accompli en fermant d'abord la vanne d'arrêt de peroxyde d'hydrogène, puis en fermant les vannes de carburant et d’oxygène liquide. Le moteur et les réservoirs ne sont plus nécessaires et sont séparés du corps peu de temps après. La section de propulsion du Redstone (section contenant le moteur-fusée) tombe à dix miles de la cible.